# Marathon van Leiden
De Leiden Marathon is een hardloopwedstrijd over 42,195 km, die sinds 1991 jaarlijks wordt gehouden in de Nederlandse stad Leiden en de omgeving daarvan. De Pool Jaroslav Lewandowski won deze marathon viermaal. Agnes Hijman uit Mijdrecht won zesmaal op rij bij de vrouwen en werd hierna benoemd tot 'Miss Leiden Marathon'. Inmiddels zijn de winnende tijden zodanig, dat meestal Afrikaanse lopers de zege voor zich opeisen. Voor de hele marathon geldt een tijdslimiet van zes uur, t/m de editie van 2007 was de tijdslimiet vijf uur. 
Vanaf 2013 (26 mei) heeft de 42,195 km weer één ronde, die de historische binnenstad van Leiden combineert met negen dorpen in het Groene Hart, waardoor de marathonlopers door een typisch landschap met polders, molens en koeien lopen.
Naast de hele marathon zijn er ook de halve marathon (sinds 1991), de 10 km (sinds 1991), de 5 km (sinds 2005) en de 2 km kids run. Alle lange parcoursen (m.u.v. de kids run en de 5 km) zijn gecertificeerd door de Atletiekunie. Ook kan er (sinds 2018) op zaterdag over de officiële hardlooproutes worden gewandeld. De afstanden hier zijn de hele marathon, halve marathon en 10 km.
In 2015, tijdens de 25e editie, deed het evenement tevens dienst als Nederlands kampioenschap halve marathon.
In 2020 ging het evenement niet door vanwege de coronacrisis. In 2024 werd voor het eerst een van de afstanden afgelast. Dit betrof de 10 km, die werd geannuleerd wegens te weinig beschikbare hulpdiensten in combinatie met heel warm weer.

## Statistieken

### Parcoursrecords
| Afstand        | Geslacht | Naam                       | Land    | Tijd    | Jaar |
| -------------- | -------- | -------------------------- | ------- | ------- | ---- |
| Marathon       | mannen   | Edwin Kiptoo               | Kenia   | 2:12.42 | 2023 |
| Marathon       | vrouwen  | Mildred Chepkemei Kinyanja | Kenia   | 2:32.40 | 2023 |
| Halve marathon | mannen   | Nathaniel Kipkosgei        | Kenia   | 1:01.25 | 2011 |
| Halve marathon | vrouwen  | Edinah Kwambai             | Kenia   | 1:10.52 | 2010 |
| 10 km          | mannen   | Charles Koech              | Kenia   | 28.00   | 2006 |
| 10 km          | vrouwen  | Josephine Kimuyu           | Kenia   | 32.07   | 2011 |
| 5 km           | mannen   | Mohammed El Hachimi        | Marokko | 14.00   | 2008 |
| 5 km           | vrouwen  | Tabitha Wambui Gichia      | Kenia   | 15.51   | 2010 |

### Top 10 snelste finishers
Met een gemiddelde tijd van 2:13.58,6, berekend over de snelste tien finishtijden, staat Leiden op een zesde plaats op de Lijst van snelste marathonsteden van Nederland. De snelste tien in Leiden zijn:
| Rang | Naam                     | Land     | Tijd    | Jaar | Plek |
| ---- | ------------------------ | -------- | ------- | ---- | ---- |
| 1    | Edwin Kiptoo             | Kenia    | 2:12.42 | 2023 | 1    |
| 2    | Manazot Siyum            | Ethiopië | 2:12.50 | 2025 | 1    |
| 3    | Henry Tukor Kichana      | Kenia    | 2:12.52 | 2023 | 2    |
| 4    | Onesmus Kiplagat Kiplimo | Kenia    | 2:13.08 | 2023 | 3    |
| 5    | David Rutoh              | Kenia    | 2:13.22 | 2014 | 1    |
| 6    | Simon Kipngetich Rugut   | UGA      | 2:14.08 | 2009 | 1    |
| 7    | Abdelkrim Boubker        | MAR      | 2:14.40 | 2011 | 1    |
| 8    | Doninique Kemboi         | KEN      | 2:15.08 | 2010 | 1    |
| 9    | Eliud Weru               | KEN      | 2:15.28 | 2018 | 1    |
| 10   | Wilfred Kemboi           | Kenia    | 2:15.28 | 2025 | 2    |

(bijgewerkt t/m 2025)

### Winnaars
Marathon
| Jaar            | Snelste man               | Land      | Tijd    | Snelste vrouw              | Land        | Tijd    |
| --------------- | ------------------------- | --------- | ------- | -------------------------- | ----------- | ------- |
| 11 mei 2025     | Manazot Siyum             | Ethiopië  | 2:12:53 | Gladys Otero               | Kenia       | 2:45:41 |
| 12 mei 2024     | Isaac Kiprono Yego        | Kenia     | 2:16:36 | Janeth Jepkosgei Kiptoo    | Kenia       | 2:34:14 |
| 14 mei 2023     | Edwin Kiptoo              | Kenia     | 2:12.42 | Mildred Chepkemei Kinyanja | Kenia       | 2:32:40 |
| 15 mei 2022     | Mathew Kibet Kwambai      | Kenia     | 2:16:36 | Abigael Jepkemboi          | Kenia       | 2:31:39 |
| 10 oktober 2021 | Maikel Stolwijk           | Nederland | 2:33:06 | Verena Vogt                | Duitsland   | 2:48:58 |
| 19 mei 2019     | Alemayehu Mekonnen Lema   | Ethiopië  | 2:16.08 | Fentaye Zenebu             | Ethiopië    | 2:39.29 |
| 26 mei 2018     | Eliud Weru                | Kenia     | 2:15.28 | Tsgereda Girma Ayele       | Ethiopië    | 2:45.51 |
| 21 mei 2017     | Tigebu Gebremariam Kahsay | Ethiopië  | 2:18.50 | Jemila Wortessa Shure      | Ethiopië    | 2:37.36 |
| 21 mei 2016     | Robert Willemse           | Nederland | 2:38.02 | Jordania Diaz              | Puerto Rico | 2:53.24 |
| 17 mei 2015     | David Rutoh               | Kenia     | 2:17.27 | Christina Skosana          | Zuid-Afrika | 3:00.16 |
| 18 mei 2014     | David Rutoh               | Kenia     | 2:13.22 | Debelu Shewaye Gemechu     | Ethiopië    | 2:48.42 |
| 26 mei 2013     | Wondemu Molla             | Ethiopië  | 2:19.49 | Yewubet Wubet              | Ethiopië    | 2:47.00 |
| 20 mei 2012     | Simon Kipngetich Rugut    | Oeganda   | 2:15.55 | Marshet Gema Abo           | Ethiopië    | 2:41.25 |
| 15 mei 2011     | Abdelkrim Boubker         | Moldavië  | 2:14.40 | Jimma Abo                  | Ethiopië    | 2:39.04 |
| 16 mei 2010     | Doninique Kemboi          | Kenia     | 2:15.08 | Lindsay van Marrewijk      | Nederland   | 2:42.08 |
| 17 mei 2009     | Simon Kipgnetich Rugut    | Oeganda   | 2:14.08 | Agnes Hijman               | Nederland   | 2:58.20 |
| 16 mei 2008     | Krzsystof Bartkiewicz     | Polen     | 2:31.47 | Agnes Hijman               | Nederland   | 2:54.46 |
| 10 juni 2007    | Jos Hoogeboom             | Nederland | 2:36.57 | Agnes Hijman               | Nederland   | 2:55.29 |
| 18 juni 2006    | Isaiah Kosgei             | Kenia     | 2:28.12 | Agnes Hijman               | Nederland   | 2:57.29 |
| 12 juni 2005    | Ferenc Biri               | Hongarije | 2:31.41 | Agnes Hijman               | Nederland   | 2:50.30 |
| 13 juni 2004    | Krzystof Bartkiewicz      | Polen     | 2:31.02 | Agnes Hijman               | Nederland   | 2:51.31 |
| 8 juni 2003     | Tomasc Chawawko           | Polen     | 2:35.53 | Valentina Poltavskaya      | Oekraïne    | 3:01.40 |
| 9 juni 2002     | Peter Kelchtermans        | België    | 2:32.18 | Magda Van Mol              | België      | 3:05.42 |
| 10 juni 2001    | Peter Kelchtermans        | België    | 2:30.31 | Elena Sipativa             | Rusland     | 2:52.03 |
| 11 juni 2000    | Abraham Limo              | Kenia     | 2:18.28 | Karina Szymańska           | Polen       | 2:41.33 |
| 13 juni 1999    | Gennadiy Panin            | Rusland   | 2:20.58 | Karina Szymańska           | Polen       | 2:43.09 |
| 14 juni 1998    | Dmitriy Ryzhukhin         | Rusland   | 2:19.27 | Karina Szymańska           | Polen       | 2:39.00 |
| 8 juni 1997     | Dmitriy Ryzhukhin         | Rusland   | 2:22.04 | Marijke Krutzen            | Nederland   | 2:55.51 |
| 9 juni 1996     | Jaroslav Lewandowski      | Polen     | 2:24.16 | Marina Myschlyanova        | Rusland     | 2:53.26 |
| 11 juni 1995    | Jaroslav Lewandowski      | Polen     | 2:20.16 | Marina Myschlyanova        | Rusland     | 2:53.28 |
| 5 juni 1994     | Jaroslav Lewandowski      | Polen     | 2:24.00 | Marina Myschlyanova        | Rusland     | 2:50.51 |
| 6 juni 1993     | Jaroslav Lewandowski      | Polen     | 2:24.16 | Natalya Balyakina          | Rusland     | 2:38.32 |
| 31 mei 1992     | Jan de Lange              | Nederland | 2:25.21 | Jeanne Jansen              | Nederland   | 2:47.51 |
| 16 juni 1991    | Huub Pragt                | Nederland | 2:20.43 | Nel Peirsum                | Nederland   | 3:11.55 |

Halve marathon
| Jaar         | Snelste man          | Land      | Tijd    | Snelste vrouw          | Land      | Tijd    |
| ------------ | -------------------- | --------- | ------- | ---------------------- | --------- | ------- |
| 19 mei 2019  | Albert Didriksen     | Hongarije | 1:08.46 | Ciska Hensen           | Nederland | 1:23.56 |
| 26 mei 2018  | David Nilsson        | SWE       | 1:08.54 | Liselotte van den Berg | Nederland | 1:21.34 |
| 21 mei 2017  | Kjell de Hondt       | België    | 1:08.47 | Mariska Brittijn       | Nederland | 1:25.51 |
| 21 mei 2016  | Khalid Choukoud      | Nederland | 1:03.30 | Gladys Ganiel          | Ierland   | 1:18.27 |
| 17 mei 2015  | Bart van Nunen       | Nederland | 1:04.35 | Stefanie Bouma         | Nederland | 1:18.11 |
| 18 mei 2014  | Hicham Abou el Abbas | Marokko   | 1:05.44 | Rose Cheruiyot Kosgei  | Kenia     | 1:13.30 |
| 26 mei 2013  | Alfers Lagat         | Kenia     | 1:04.09 | Jane Moraa             | Kenia     | 1:11.48 |
| 20 mei 2012  | David Marus          | Oeganda   | 1:02.55 | Soumiya Labani         | Marokko   | 1:14.41 |
| 15 mei 2011  | Nathaniel Kipkosgei  | Kenia     | 1:01.25 | Soumiya Labani         | Marokko   | 1:12.56 |
| 16 mei 2010  | David Marus          | Oeganda   | 1:03.55 | Edinah Kwambai         | Kenia     | 1:10.52 |
| 17 mei 2009  | Solomon Kiptoo       | Kenia     | 1:04.12 | Kanbouchia Soud        | Marokko   | 1:11.07 |
| 16 mei 2008  | Julius Kipruto Kuto  | Kenia     | 1:03.19 | Carla Ophorst          | Nederland | 1:22.11 |
| 10 juni 2007 | Benjamin Kipkosgei   | Kenia     | 1:03.13 | Heleen Plaatzer        | Nederland | 1:21.32 |
| 18 juni 2006 | Serhiy Fiskovich     | Hongarije | 1:09.17 | Agnieszka Wisniewska   | Polen     | 1:27.08 |
| 12 juni 2005 | Lajos Berencz        | Hongarije | 1:07.24 | Murielle de Winter     | België    | 1:24.02 |
| 13 juni 2004 | Driss Bouaroui       | Marokko   | 1:08.48 | Ineke Stofmeel         | Nederland | 1:20.22 |
| 8 juni 2003  | Roman Cucos          | Malediven | 1:10.20 | Anneke de Wolff        | Nederland | 1:25.43 |
| 9 juni 2002  | Sander Bron          | Nederland | 1:14.24 | Anne Ruminski          | Rusland   | 1:28.10 |
| 10 juni 2001 | Lemma Zegesse        | België    | 1:06.21 | Aelneso Bekele         | België    | 1:20.54 |
| 11 juni 2000 | Francis Naali        | Tanzania  | 1:05.36 | Michaela Botezan       | Roemenië  | 1:15.24 |
| 13 juni 1999 | Tesfaye Tola         | Kenia     | 1:02.46 | Mary Ptikang           | Kenia     | 1:13.23 |
| 14 juni 1998 | John Vermeule        | Nederland | 1:05.06 | Anne-Marie Danneels    | België    | 1:14.11 |
| 8 juni 1997  | Jackson Onweri       | België    | 1:05.23 | Jerini Lebedinskaya    | Rusland   | 1:17.02 |
| 9 juni 1996  | Christophe Clucke    | België    | 1:09.09 | Christiane van Landuyt | België    | 1:24.38 |
| 11 juni 1995 | Jerry McCarthy       | Engeland  | 1:08.08 | Kim Mazzucca           | Engeland  | 1:21.22 |
| 5 juni 1994  | Jerry McCarthy       | Engeland  | 1:08.15 | Martine Lust           | Nederland | 1:26.52 |
| 6 juni 1993  | Miroslav Bugaj       | Polen     | 1:08.48 | Leny van der Plas      | Nederland | 1:26.34 |
| 31 mei 1992  | Jos van Leeuwen      | Nederland | 1:11.11 | Leny van der Plas      | Nederland | 1:26.04 |
| 16 juni 1991 | Raymond Jones        | Engeland  | 1:11.45 | Janny de Groot         | Nederland | 1:27.51 |

10 km
| Jaar         | Snelste man                  | Land      | Tijd  | Snelste vrouw       | Land      | Tijd  |
| ------------ | ---------------------------- | --------- | ----- | ------------------- | --------- | ----- |
| 21 mei 2017  | Ahmed El Mazoury             | Italië    | 29.26 | Elizeba Cherono     | Nederland | 32.33 |
| 21 mei 2016  | Yakoub Labquira              | Marokko   | 30.38 | Lucy Machari        | Marokko   | 33.05 |
| 17 mei 2015  | Titus Kirwa                  | Kenia     | 29.18 | Beatrice Cherono    | Kenia     | 34.33 |
| 18 mei 2014  | Stephen Kipchirchir Kiplagat | Kenia     | 28.32 | Elizeba Cherono     | Kenia     | 33.05 |
| 26 mei 2013  | Stephen Kipchirchir Kiplagat | Kenia     | 28.52 | Emily Biwott        | Kenia     | 34.29 |
| 20 mei 2012  | Fredrick Musyoki Ndunge      | Kenia     | 28.27 | Leonidah Mosop      | Kenia     | 33.51 |
| 15 mei 2011  | Gadengoi Loitareng           | Kenia     | 28.44 | Josephine Kimuyu    | Kenia     | 32.09 |
| 16 mei 2010  | Moris Mosima                 | Kenia     | 29.04 | Sarah Jeriwoi       | Kenia     | 34.18 |
| 17 mei 2009  | Stephen Koech                | Kenia     | 29.53 | Nadia Ejjafini      | Bahrein   | 32.46 |
| 16 mei 2008  | Julius Muriuki               | Kenia     | 29.41 | Fa Adda             | Marokko   | 37.31 |
| 10 juni 2007 | Stanley Muiruri              | Kenia     | 28.38 | Christina Chepkonga | Kenia     | 33.54 |
| 18 juni 2006 | Charles Koech                | Kenia     | 28.00 | Svetlana Tkach      | Rusland   | 36.02 |
| 12 juni 2005 | Musa Cherulich               | Kenia     | 30.01 | Iris Wullems        | Nederland | 36.35 |
| 13 juni 2004 | Sobhi Abdelhak               | Marokko   | 32.05 | Heleen Plaatzer     | Nederland | 38.18 |
| 8 juni 2003  | Mark Pacqué                  | Nederland | 30.37 | Annick Beckers      | België    | 35.05 |
| 9 juni 2002  | Boris Suhodolschi            | Rusland   | 31.24 | Corina Voorn        | Nederland | 39.51 |
| 10 juni 2001 | Joseph Sitienei              | Nederland | 29.53 | Gemma van Nijnanten | Nederland | 38.08 |
| 11 juni 2000 | Philip Singoei               | Kenia     | 28.44 | Wilma van Onna      | Nederland | 33.01 |
| 13 juni 1999 | Philip Singoei               | Kenia     | 29.05 | Milkah Chepkieng    | Kenia     | 32.48 |
| 14 juni 1998 | John Kipchumba               | Kenia     | 30.08 | Wilma van Onna      | Nederland | 33.58 |
| 8 juni 1997  | Edo Baart                    | Nederland | 30.08 | Nadezhda Ilyina     | Rusland   | 34.09 |
| 9 juni 1996  | Gennady Panin                | Rusland   | 30.37 | Irina Lebedinskaya  | Rusland   | 35.20 |
| 11 juni 1995 | Gennady Panin                | Rusland   | 30.38 | Irina Lebedinskaya  | Rusland   | 36.21 |
| 5 juni 1994  | Theo van der Veer            | Nederland | 30.31 | Natalia Baliakina   | Rusland   | 34.59 |
| 6 juni 1993  | Huub Pragt                   | Nederland | 30.35 | Ineke Vis           | Nederland | 34.58 |
| 31 mei 1992  | Jan-Dirk Hazeleger           | Nederland | 30.05 | Ineke Vis           | Nederland | 37.24 |
| 16 juni 1991 | Willem Boon                  | Nederland | 29.50 | Herma Beerlage      | Nederland | 36.42 |

5 km
| Jaar         | Snelste man         | Land      | Tijd  | Snelste vrouw                  | Land      | Tijd  |
| ------------ | ------------------- | --------- | ----- | ------------------------------ | --------- | ----- |
| 21 mei 2017  | Omar Badia Bekkali  | België    | 15.54 | Linda Alzate Ramirez           | Nederland | 18.09 |
| 21 mei 2016  | Omar Badia Bekkali  | België    | 15.27 | Irene van der Reijken          | Nederland | 18.40 |
| 17 mei 2015  | Jasper Boot         | Nederland | 16.15 | Linda Alzate Ramirez           | Nederland | 19.36 |
| 18 mei 2014  | Dennis Laerte       | België    | 15.10 | Anouk Claessens                | Nederland | 17.34 |
| 26 mei 2013  | Noah Schutte        | Nederland | 15.30 | Silke Schmidt                  | Duitsland | 17.57 |
| 20 mei 2012  | Collin van Almkerk  | Nederland | 16.26 | Silke Schmidt                  | Duitsland | 17.41 |
| 15 mei 2011  | Onusmes Serme       | Marokko   | 14.22 | Tabitha Wambui Gichia          | Kenia     | 16.06 |
| 16 mei 2010  | Htaibi Naureldine   | Marokko   | 14.15 | Tabitha Wambui Gichia          | Kenia     | 15.51 |
| 17 mei 2009  | Erik Sjökvist       | Zweden    | 14.15 | Pauline Githuka Wanjiru        | Kenia     | 16.06 |
| 16 mei 2008  | Mohammed El Hachimi | Marokko   | 14.00 | Masila Ndunge                  | Kenia     | 16.12 |
| 10 juni 2007 | Ismael Chamali      | Marokko   | 14.45 | Wendy van der Spijker-de Graaf | Nederland | 17.38 |
| 18 juni 2006 | Ismael Chamali      | Marokko   | 12.21 | Drissia Nadym                  | Marokko   | 14.35 |
| 12 juni 2005 | Peter Raburu        | Kenia     | 13.38 | Marianne van de Linde          | Nederland | 17.01 |

Actief:
Amsterdam ·
Burgh-Haamstede ·
Eindhoven ·
Enschede ·
Etten-Leur ·
Hilvarenbeek ·
Leiden ·
Oosterbierum ·
Rotterdam ·
Spijkenisse ·
Terneuzen ·
Terschelling ·
Utrecht ·
Zaltbommel

Niet meer actief:
Apeldoorn ·
Den Haag ·
Den Haag (strand) ·
Groningen Stad Marathon ·
Hoofddorp ·
Hoorn ·
Klazienaveen ·
Leeuwarden ·
Maassluis ·
Meerssen ·
Noordseschut ·
Scheveningen-Zandvoort ·
Schoorl ·
Amersfoort ·
Amsterdam ·
Breda ·
Den Haag ·
Den Helder ·
Dordrecht ·
Drunen ·
Eindhoven ·
Egmond aan Zee ·
Enschede ·
Etten-Leur ·
Haarlem ·
Haarlemmermeer ·
Hoorn ·
Leeuwarden ·
Leiden ·
Linschoten ·
Monster ·
Nijmegen ·
Pijnacker ·
Schoorl ·
Spijkenisse ·
Terschelling ·
Texel ·
Utrecht ·
Venlo ·
Zandvoort ·
Zwolle